# Jelburg

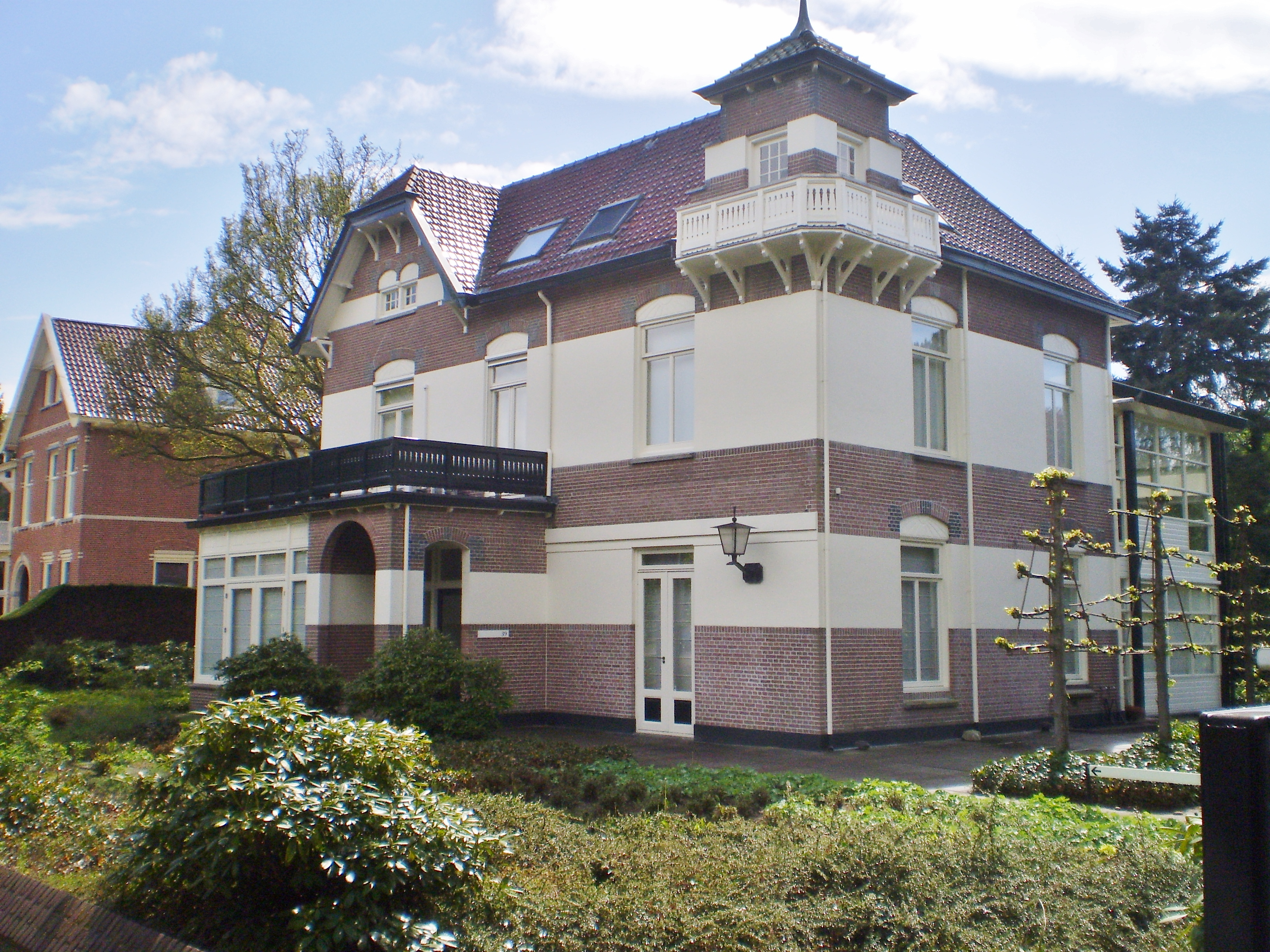
Amsterdamsestraatweg 39 in Baarn

De Jelburg was een opleiding voor jeugdleiders in Baarn in de provincie Utrecht. 

## Gereformeerd
De gereformeerde opleiding startte in 1957 in Baarn. Aan de Amsterdamsestraatweg werden twee grote villa's gekocht. Vlak daarachter lag sociale academie de Nijenburg. Het Evangelisatiecentrum stond naast de Jelburg aan de Amsterdamsestraatweg. De villa's dienden als internaat, lesruimten en administratie. Tot 1973 woonden de tweedejaars- en derdejaars studenten voor en na een jaar stage ook in het internaat aan de Prinses Marielaan. De naam 'Jel'burg is een afkorting van 'jeugdleider'. Toen het internaat sloot werd 'de Marie' gekraakt door de studenten. De driejarige opleiding werd in 1970 omgevormd tot een vierjarige praktijkgerichte HBO-opleiding. Er was een opleiding voor inrichtingswerk en sociaal-cultureel werk. Om de jeugd te bereiken werden naast theoretische onderdelen als methodisch groepswerk ook vakken als dramatische vorming, muziek en handenarbeid gegeven.

## Democratisering
Als ds. Hans Buitink in 1957 directeur wordt laat hij zich inspirereen door de kunstzinnige vorming op Middeloo. De volgende directeur, Theo van Maldegem, was katholiek en legt meer de nadruk op democratisering en medezeggenschap. Eind jaren zeventig maakte een academiestaf van studenten en docenten de dienst uit. Er wordt in die jaren ook samengewerkt met het naastgelegen Nijenburgh. Als in 1981 het vak creatieve therapie erbij komt, wordt de naam veranderd in Akademie voor Edukatieve Arbeid De Jelburg.

## Fusies
Na 1987 treedt de verzakelijking in en tegelijkertijd loopt ook het aantal studenten terug. De Jelburg is dan te klein om zelfstandig te blijven. De opleiding vormde in 1987 met het Middeloo (Amersfoort) en de Kopse Hof in Nijmegen tot de 'Mikojelopleidingen'. Dit Instituut voor Sociale Beroepen Jelburg Middeloo-Nijenburgh gaat eerst op in de Hogeschool Midden-Nederland en zal vanaf 2005 Hogeschool van Utrecht gaan heten. 